# 阿拉莫鎮區 (密歇根州)
阿拉莫鎮區（英語：Alamo Township）是位於美國密歇根州卡拉馬祖縣的一個行政鎮區。

## 地方資料
阿拉莫鎮區的面積為94.30平方千米，當中陸地面積為93.80平方千米，而水域面積為0.50平方千米。根據2020年美國人口普查的數據，當地共有人口3805人，而人口密度為每平方千米40.35人。